# Sjorapani
Sjorapani (georgiska: შორაპანი) är en daba (stadsliknande ort) i Georgien. Den ligger i den centrala delen av landet, 150 km väster om huvudstaden Tbilisi. Sjorapani ligger 273 meter över havet och antalet invånare var 1 258 år 2014.